# Burton Lazars
Burton Lazars är en ort i civil parish Burton and Dalby, i distriktet Melton, Storbritannien. Den ligger i grevskapet Leicestershire och riksdelen England, i den sydöstra delen av landet, 150 km norr om huvudstaden London. Burton Lazars ligger 118 meter över havet och antalet invånare är 500. Burton Lazars var en civil parish 1866–1936 när det uppgick i Burton and Dalby. Civil parish hade 197 invånare år 1931. Byn nämndes i Domedagsboken (Domesday Book) år 1086, och kallades då Burtone.
Terrängen runt Burton Lazars är platt. Runt Burton Lazars är det ganska tätbefolkat, med 134 invånare per kvadratkilometer. Närmaste större samhälle är Melton Mowbray, 2,9 km nordväst om Burton Lazars. Trakten runt Burton Lazars består till största delen av jordbruksmark.